# Ruta Provincial 39 (Buenos Aires)
La Ruta Provincial 39 es una carretera pavimentada de 12 km de extensión ubicada en el noreste de la provincia de Buenos Aires, en Argentina, íntegramente dentro del partido de Exaltación de la Cruz. Se extiende entre la Ruta Nacional 8 en la localidad de Pavón y la ciudad de Capilla del Señor.
El camino se encuentra junto a las vías del Ferrocarril General Urquiza.

## Localidades
A continuación se enumeran las localidades servidas por esta ruta. Las poblaciones con menos de 5000 habitantes se indican en itálica.
- Partido de Exaltación de la Cruz: Pavón, Parada Orlando y Capilla del Señor.